# Epipactis flava
Epipactis flava är en orkidéart som beskrevs av Gunnar Seidenfaden. Epipactis flava ingår i släktet knipprötter, och familjen orkidéer. Inga underarter finns listade i Catalogue of Life.